# Lista dos deputados provinciais da 9.ª legislatura de Santa Catarina
Lista dos deputados provinciais de Santa Catarina - 9ª legislatura (1852 — 1853).
| Nº | Deputado                             | Votos |
| -- | ------------------------------------ | ----- |
| 1  | José Pereira Sarmento                | 119   |
| 2  | Antônio José de Sarmento Melo        | 109   |
| 3  | Francisco de Oliveira Camacho Júnior | 102   |
| 4  | Joaquim Gomes de Oliveira e Paiva    | 97    |
| 5  | João Pinto da Luz                    | 97    |
| 6  | José Maria da Luz                    | 97    |
| 7  | José Joaquim Lopes                   | 97    |
| 8  | Manuel Pinto Portela                 | 96    |
| 9  | José da Silva Ramos                  | 91    |
| 10 | Francisco de Paula Lacé              | 91    |
| 11 | Francisco Honorato Cidade            | 91    |
| 12 | Joaquim Augusto do Livramento        | 88    |
| 13 | Luís Ferreira do Nascimento Melo     | 87    |
| 14 | Januário Correia Fernandes           | 84    |
| 15 | Manuel Joaquim da Costa              | 79    |
| 16 | Joaquim Inácio de Macedo Campos      | 79    |
| 17 | José Antônio Guerra                  | 76    |
| 18 | Antônio Carlos de Carvalho           | 74    |
| 19 | José Mendes da Costa Rodrigues       | 69    |
| 20 | José Francisco Mafra                 | 68    |

| Nº | Suplentes convocados             | Votos |
| -- | -------------------------------- | ----- |
| 1  | Agostinho Leitão de Almeida      | 24    |
| 2  | Francisco José de Oliveira       | 29    |
| 3  | Francisco Vieira da Costa        | 36    |
| 4  | João Francisco de Sousa Coutinho | 43    |
| 5  | Joaquim Caetano da Silva         | 26    |
| 6  | José Maria do Vale               | 34    |
| 7  | Marcelino Antônio Dutra          |       |
| 8  | Tomás Silveira de Sousa          | 28    |